# 梁信軍
梁信军（1968年10月—），浙江台州人，中国企业家，复星集团联合创始人，原副董事长兼首席执行官，上海政协第十一届委员会委员、中国青年企业家协会副会长、上海复旦大学校友会执行会长及上海台州商会会长。

## 生平
曾就读于浙江省台州中学，1991年毕业于复旦大学遗传工程学，后留校任教并与郭广昌结识。1992年二人下海创办广信科技。2007年从长江商学院取得工商管理硕士学位。2017年3月其发文称因身体原因宣布于复兴集团裸辞。